# Estreleira
L'estreleira és una bandera que simbolitza la lluita per la independència i autodeterminació de Galícia, a l'estil de l'estelada, l'estrelada valenciana, l'estrelada aragonesa o l'asturina. És una modalitat semblant a la bandera de franja blava i és utilitzada pel nacionalisme d'esquerres, amb un estel vermell al bell mig. L'estel vermell fou creat per militants comunistes de la Unió del Poble Gallec cap als anys 1960, recordant l'estel solitari de la bandera de Cuba adoptat després de la independència d'Espanya. Tots els partits nacionalistes de Galícia (Nos-UP, FPG, BNG…) l'utilitzen com a símbol. A més, el BNG l'ha introduït en el seu logotip. No disposa d'unes mides precises i l'estel a vegades es troba en el centre com també alineat amb la franja blava.

## Història i característiques
L'estrella vermella de les cinc puntes va ser afegida per militants comunistes de la Unió do Povo Galego (UPG) a la dècada dels anys 60, recordant la "estrella solitària" de la bandera de Cuba, adoptada després d'independitzar d'Espanya, si bé l'estrella cubana és blanca, i no vermella.
La primera vegada que s'insereix una estrella al centre de la bandera gallega és en un disseny de Castelao previ a la Guerra Civil Espanyola. En ell l'estrella no era vermella, sinó blanca o platejada. Dècades més tard va ser substituïda per l'estrella vermella.
Segons investigadors d'una fundació pròxima a CCOO i el Partit Comunista de Galícia (PCG), aquesta bandera va ser usada primerament per militants de la secció guerrillera del Partit Comunista d'Espanya (PCE) a Galícia, als anys 40, sent cap de la guerrilla Antonio Seoane Sánchez i secretari del PCE a Galícia (el PCG no es crearia com a tal fins a dues dècades després) José Gómez Gayoso, mentre que els nacionalistes usaven des de la creació del Partit Galeguista (PG) una bandera gallega amb una estrella groga al centre.
Avui s'usa com a reclam en la defensa de l'independentisme, majoritàriament, encara que organitzacions no explícitament independentistes com el Bloc Nacionalista Gallec (BNG) també la utilitzen. Tots els partits nacionalistes gallecs d'esquerra utilitzen aquesta bandera. És utilitzada en les manifestacions populars de forma reivindicativa. També és utilitzada en les mobilitzacions dels sindicats CIG i CUT.
El seu disseny és el mateix que el de la bandera gallega oficial, amb l'estrella vermella que ha de quedar sempre al centre, alineada amb la franja blava.

Ara per ara, el primer ús documentat de l'estrella data de 1936, quan va atacar el Batalló Gallec del 5è Regiment. Això està acreditat per Xosé Luis Méndez Ferrín:
"A la zona republicana, pel que sabem, es van organitzar tres unitats nacionals gallegues: el Batalló de Galícia (Astúries), el Batalló Celta (Exèrcit del País Basc) i el Batalló de Galícia (5è Regiment). Estaven comandats, respectivament, pels comandants Moreno, Fernández i Esturao. El coronel, llavors general, Enrique Líster, de Calo-Teo, que estava al comandament del 5è Regiment, estava orgullós de la seva unitat i volia que portés una bandera gallega amb l'estrella vermella. Em diuen que Ramón Esturao el va donar al museu Carlos Maside de Sada. Ho fa referència Farruco Sesto Novás en el seu poema "Homenatge a la bandera del poble."
En pràcticament totes les organitzacions històriques i actuals del nacionalisme gallec d'esquerres, i també en algunes organitzacions socialistes i comunistes a favor de l'autodeterminació, l'ús de l'estel vermell de cinc puntes, inclòs a la bandera i altres elements simbòlics representatius, és hegemònic. L'impuls definitiu per a la normalització d'aquest simbolisme va ser l'activisme clandestí de la UPG als anys seixanta i setanta.
El 4 de setembre del 2019 l'oposició de Galícia condemnà la prohibició de l'estreleira als estadis.